# Czyżewicze (obwód miński)
Czyżewicze (biał. Чыжэвічы, ros. Чижевичи) – wieś na Białorusi, w obwodzie mińskim, w rejonie wilejskim, w sielsowiecie Krzywe Sioło.

## Historia
W czasach zaborów wieś w gminie Kurzeniec, w powiecie wilejskim, w guberni wileńskiej Imperium Rosyjskiego. W 1865 roku liczyła 70 dusz rewizyjnych, należała do dóbr Kasuta.
W latach 1921–1945 wieś leżała w Polsce, w województwie wileńskim, w powiecie wilejskim, w gminie Kurzeniec.
Według Powszechnego Spisu Ludności z 1921 roku zamieszkiwały tu 283 osoby, wszystkie było wyznania prawosławnego i zadeklarowały białoruską przynależność narodową. Były tu 54 budynki mieszkalne. W 1931 w 58 domach zamieszkiwało 209 osób.
Wierni należeli do parafii prawosławnej w Kurzeńcu. Miejscowość podlegała pod Sąd Grodzki w Wilejce i Okręgowy w Wilnie; właściwy urząd pocztowy mieścił się w Kurzeńcu.
W wyniku napaści ZSRR na Polskę we wrześniu 1939 miejscowość znalazła się pod okupacją sowiecką. 2 listopada została włączona do Białoruskiej SRR. Od czerwca 1941 roku pod okupacją niemiecką. W 1944 miejscowość została ponownie zajęta przez wojska sowieckie i włączona do Białoruskiej SRR.
Od 1991 w składzie niepodległej Białorusi.